# Ангелов, Иво
Иво Серафимов Ангелов (род. 15 октября 1984, Перник) — болгарский борец греко-римского стиля, чемпион и призёр чемпионатов мира, участник летних Олимпийских игр 2012 года в Афинах.

## Карьера
В квалификационных схватках Олимпиады Ангелов победил американца Эллиса Колемана. В 1/8 финала он проиграл иранскому борцу Омиду Норузи, который на этой Олимпиаде стал олимпийским чемпионом. В первой утешительной схватке Ангелов по очкам победил китайца Шэн Цзяна. Следующая схватка с представителем Казахстана Алматом Кебиспаевым стала для Ангелова последней на этих соревнованиях — он уступил по очкам и выбыл из борьбы, став в итоге седьмым.
В 2013 году, когда Ангелов стал чемпионом Европы и мира, он был признан спортсменом года Болгарии.